# Ринаун (линеен крайцер, 1916)
Ринаун (на английски: HMS Renown) е линеен крайцер от едноименния тип крайцери на Британския Кралски флот, от времето на Първата световна война. Главен кораб на проекта.

## Проект
„Ринаун“ е първият в серията от три 26 500-тонни линейни крайцери на Кралския Военноморски флот на Великобритания, втори е „Рипалс“ (HMS Repulse), поръчката за „Резистанс“ (HMS Resistance) е отменена.
Тази серия е замислена като отговор на немския линеен крайцер „Лютцов“ (SMS Lützow), обаче Ютландското сражение, в хода на което КВМФ на Великобритания губи три линейни крайцера, показва слабостта в бронирането на линейните крайцери и, с цел повишаване на бойните качества на корабите от тази серия, командващия флота адмирал Джелико изпраща двата кораба в корабостроителницата. Там те получават допълнителна вертикална броня.
В периода 1919 – 1920 и 1932 – 1936 г. „Ринаун“ и „Рипалс“ са модернизирани – усилена е бордовата броня, изменени са очертанията на надстройките и е поставено ново зенитно въоръжение.

## Истрория на службата
След края на Първата световна война и престрояването на „Глориъс“ (HMS Glorious), „Корейджъс“ (HMS Courageous) и „Фюриъс“ (HMS Furious) като самолетоносачи, освен „Ринаун“ в строй остават само два линейни крайцера – „Худ“ (HMS Hood) и „Рипалс“.
През 1936 г. „Ринаун“ и „Рипалс“ са прекласифицирани в бързоходни кораби за съпровождане на самолетоносачите.
През 1939 г. у „Ринаун“ участва в издирването на немските рейдери в Южния Атлантик.
През април 1940 г. около Норвегия по време на провеждането на операция „Weserübung“ корабът е повреден в бой.
Бидейки в състава на „Съединението H“ той участва в лова на линкора „Бисмарк“. Провежда конвои за Малта, също в Атлантика и в Арктика, в състава на другите английски кораби прикрива десанта на съюзниците в Северна Африка.
През 1944 – 1945 г. „Ринаун“ влиза в състава на Източния флот.
През 1948 г. е разкомплектован за метал във Фаслейн.

## Коментари
1. ↑  Всички данни са приведени към момента на влизане в строй.
2. ↑  Акронимът „SMS“ – е от на немски: Seiner Majestat Schiff – Кораб на Негово Величество.